# 羅山路駅
羅山路駅（らざんろえき、中文表記: 罗山路站）は中華人民共和国上海市浦東新区羅山路御橋路に位置する上海地下鉄11号線および16号線の駅。

## 駅構造
両線とも島式ホーム1面2線の高架駅。ホームドア設置。 

## 歴史
- 2013年
  - 8月31日 - 11号線開業[1]。
  - 12月29日 - 16号線開業。

## バス路線
- 銭堂新立隊
  - 632路

## 隣の駅
上海地下鉄
■11号線
秀沿路駅 - 羅山路駅 - 御橋駅
■16号線快速
竜陽路駅 - 羅山路駅 - 新場駅
■16号線普通
華夏中路駅 - 羅山路駅 - 周浦東駅